# Studium de Trets

Trets se blasonne D'argent, à trois trèfles de sinople 2 et 1

Le studium de Trets est un collège fondé par Urbain V. Situé dans la vallée de l'Arc, il reçut, entre le 1er juin 1364 et le 2 juin 1365, 180 élèves âgés de 12 à 18 ans. La liste complète de la nourriture quotidienne qui leur a été servie au réfectoire pendant un an a été conservée. Jour après jour, elle donne, tant pour les élèves que pour leurs professeurs, les différents menus servis. 

## Menus des écoliers
Cette nomenclature a permis de constater qu'en un an furent observés 149 jours maigres où ne furent servis que du poisson et des œufs. Quant à la viande, elle apparaît régulièrement dans le menu du réfectoire. Servie pendant 217 jours, le plus souvent bouillie, c'est essentiellement du mouton (160 jours), ce qui amène une consommation par individu de 21 kg de viande par an. Elle entre régulièrement dans les soupes et potages qui sont servis matin et soir.
Les différents potages du studium de Trets
| Base     | Choux | Épinards | Bouillon (brodium) | Herbes | Fèves | Poireaux | Oignons | Pois chiches | Courge | Lentilles | Raves | Piperade | Fromage |
| -------- | ----- | -------- | ------------------ | ------ | ----- | -------- | ------- | ------------ | ------ | --------- | ----- | -------- | ------- |
| jours/an | 125   | 41       | 32                 | 29     | 22    | 19       | 18      | 17           | 14     | 12        | 10    | 1        | 1       |

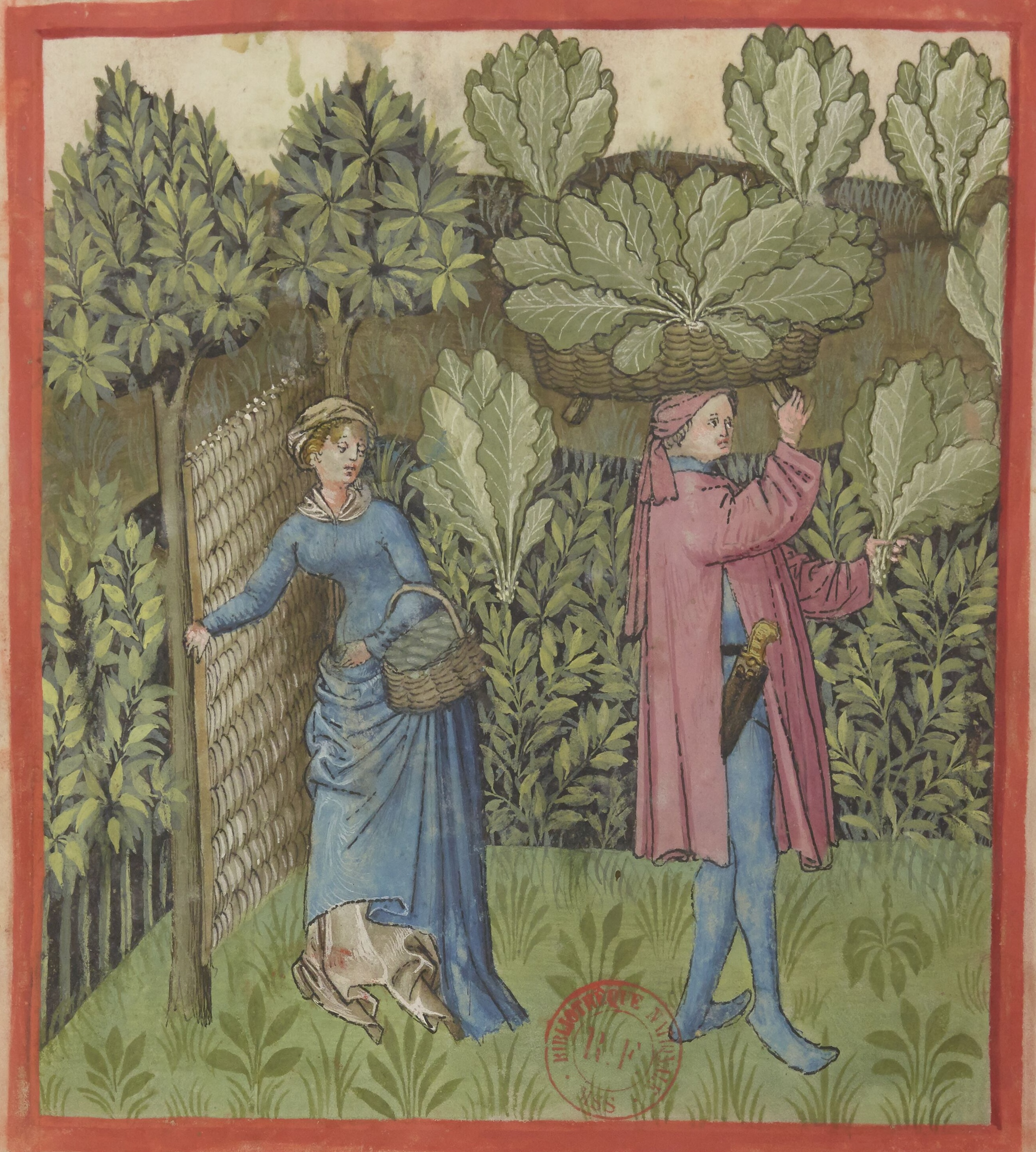
La récolte du chou, Tacuinum Sanitatis, XVe siècle
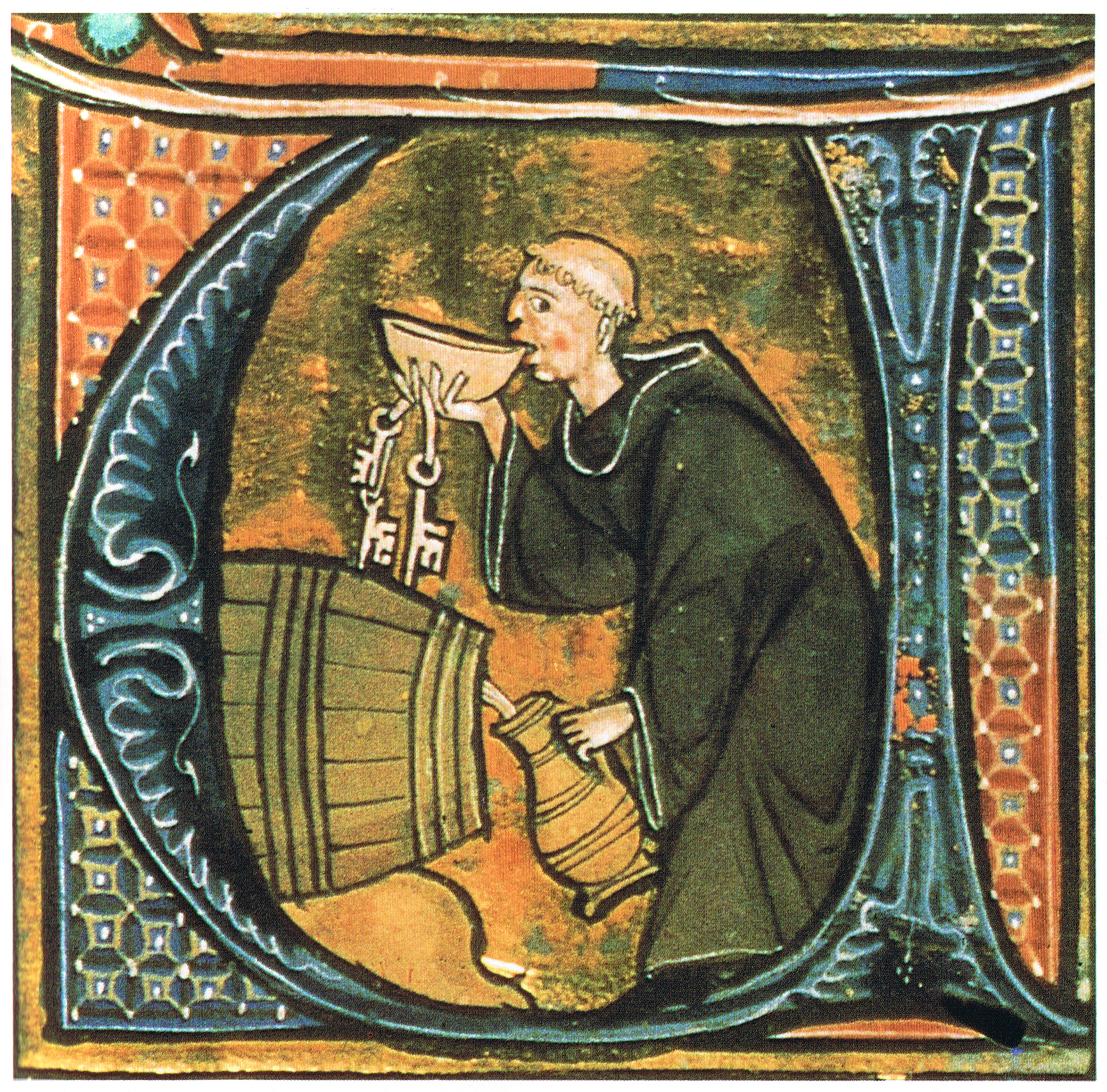
Cellérier en train de goûter le vin Livre de Santé d'Aldebrandino de Sienne, XIVe siècle
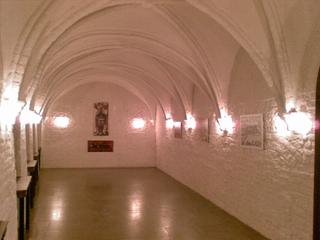
Réfectoire médiéval
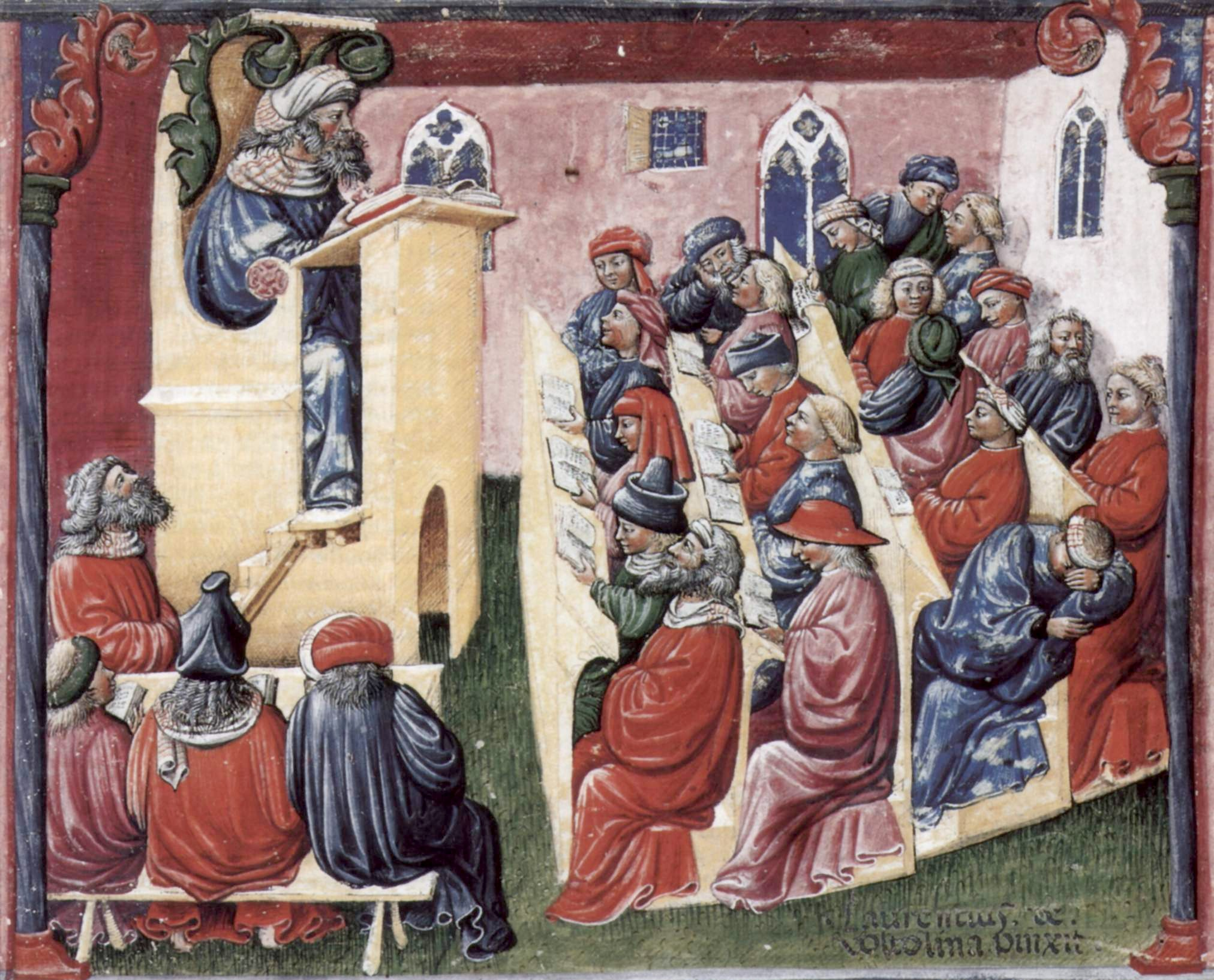
Enseignement magistral au Moyen Âge
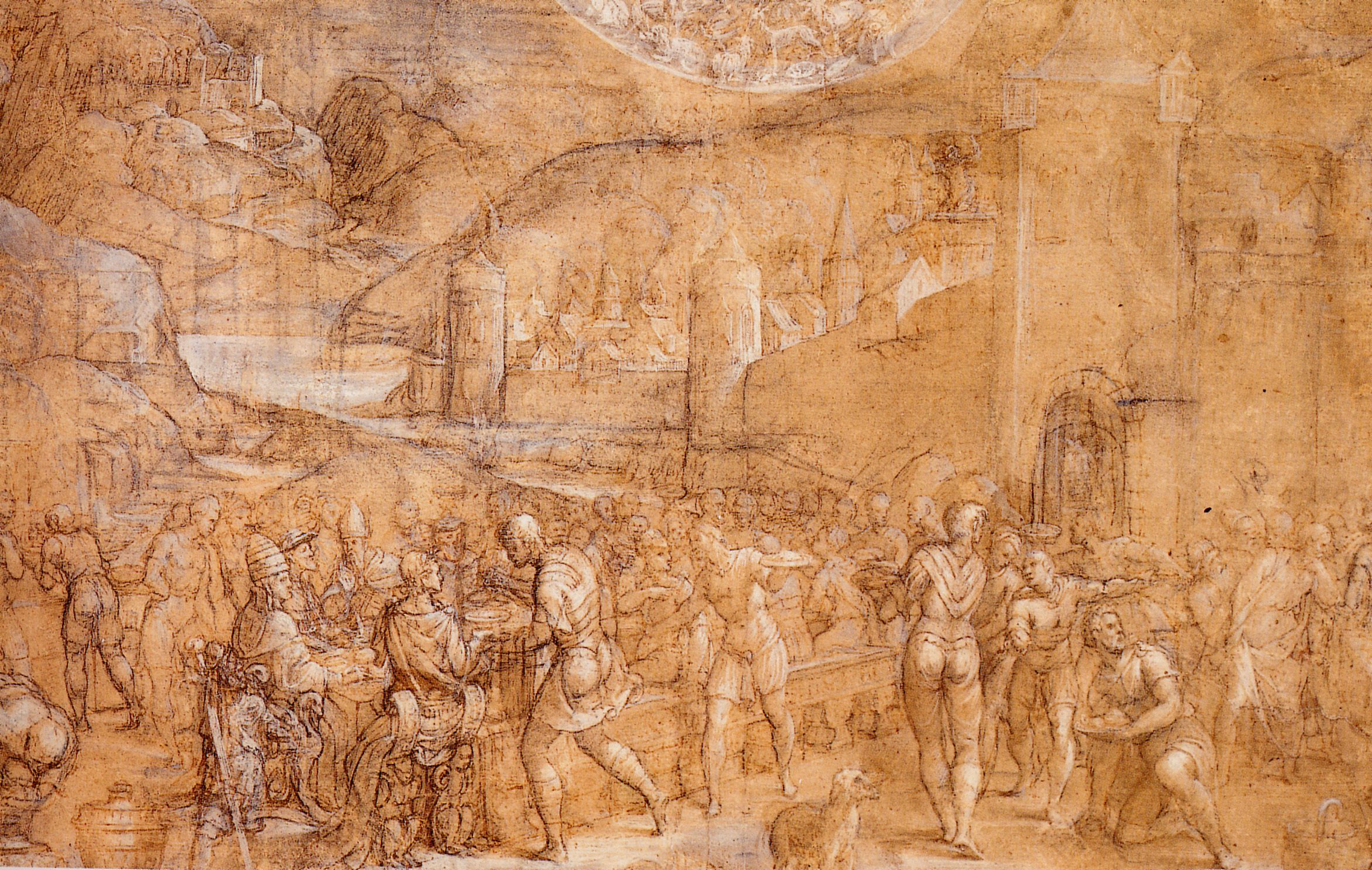
Étude pour la Cena Quadragesimale de Giovanni Paolo Lomazzo

Avec le pain, le chou apparait en toutes saisons et reste la base des menus quotidiens. Il n'est remplacé qu'occasionnellement par les épinards, les herbes (blettes) ou le potiron. Louis Stouff, qui a pu étudier trois budgets alimentaires établis à partir des comptes de la cuisine de trois maisons, a dressé un tableau comparatif :
| Budget alimentaire (%)                      | Pain | Viande | Poisson et œuf | Légume et fruit | Épices, huile et fromage | Vin  |
| Studium papal de Trets (1364-1365)          | 32,1 | 16,5   | 5,3            | 3               | 3,1                      | 41   |
| Hôpital du Saint-Esprit de Marseille (1409) | 30   | 33,1   | 12,6           | 3,6             | 4,5                      | 15,3 |
| Archevêché d'Arles (1429-1430)              | 24,5 | 23     | 13,5           | 2,5             | 5,5                      | 31   |

## Analyse diététique
Les indications fournies pour la studium ont permis de constater une faible consommation de fruits (noix, figues, prunes) et de fromages (20 g par jour) d'autant que les maîtres en consommaient le double de leurs élèves. L'huile d'olive est peu utilisée, sauf le vendredi et samedi, jours de jeûne, et en Carême pour faire frire le poisson. 
Par contre la consommation de vin est conséquente. C'est un constat général. À Carpentras où le jeune Pétrarque fit ses humanités de 1313 à 1317, son père, pour les payer, donnait chaque année au recteur du collège quatorze éminées de blé et le futur poète devait apporter son vase à vin et son gobelet pour boire au cours des repas. 
Il en était de même au Collège de Périgord, à Toulouse, qui fut fondé par le cardinal Hélie de Talleyrand-Périgord, en 1360. Élèves et professeurs recevaient chacun un tonneau pour leur consommation annuelle. La contenance du tonneau variant entre 685 et 1 252 litres, la consommation était donc comprise entre 1,9 litre et 3,5 litres par jour. 
De plus, l'étude des menus de Trets a permis de dresser ce bilan et de le comparer à des normes actuelles : 
| Variation des apports          | Glucides (g) | Protéines (g) | Lipides (g) | Fer (mg) | Calcium (mg) | Calories (kJ) |
| Studium de Trets (XIVe siècle) | 47, 5        | 90            | 65          | 10       | 0, 4         | 2 600         |
| Menu classique (XXIe siècle)   | 86, 95       | 24, 1         | 40, 23      | 8, 5     | 160          | 3 485         |
| Fast food (XXIe siècle)        | 87, 5        | 39, 9         | 35, 5       | 8        | 315          | 3 460         |

| Écoles de Nouméa | Fév.  | Mars  | Avril | Mai   | Juin  | Juil. | Août  | Sep.  | Oct.  | Nov.  |
| ---------------- | ----- | ----- | ----- | ----- | ----- | ----- | ----- | ----- | ----- | ----- |
| Protéine %       | 14    | 17    | 14    | 20    | 15    | 19    | 15    | 12    | 14    | 15    |
| Lipide %         | 31    | 19    | 42    | 24    | 37    | 29    | 35    | 42    | 31    | 37    |
| Glucide %        | 55    | 64    | 44    | 56    | 48    | 52    | 50    | 46    | 55    | 48    |
| Calories (kJ)    | 3 281 | 3 847 | 3 839 | 2 802 | 3 859 | 3 690 | 3 549 | 2 925 | 3 150 | 3 318 |

Louis Stouff en tire la conclusion que les élèves mangeant au réfectoire du studium étaient bien nourris avec des rations équilibrées et raisonnables. Pour être amélioré, il ne manquerait journellement qu'un peu plus de laitage, quelques matières grasses (beurre ou huile d'olive) et un fruit frais. 
Reste la grande quantité de pain et de vin qui correspond au régime général dans la Provence médiévale et qu'Emmanuel Le Roy Ladurie avait déjà noté pour le Languedoc à la même époque.